# Regeringen Marin
Regeringen Marin var Republiken Finlands 76:e regering; mellan  den 10 december 2019 och 20 juni 2023. Regeringspartier var Socialdemokraterna, Centern, Gröna förbundet, Vänsterförbundet och Svenska folkpartiet. Av regeringens 19 ministrar var 12 kvinnor och Sanna Marin, 34, Finlands yngsta statsminister, var vid tillträde yngst bland världens då sittande regeringschefer. Regeringen efterträdde regeringen Rinne, som bildades efter riksdagsvalet 2019.
Regeringen fick hantera flera kriser under början av 2020-talet såsom coronaviruspandemin och konsekvenserna av Rysslands invasion av Ukraina. 
Efter riksdagsvalet 2023 förlorade regeringspartierna sin majoritet och Sanna Marin meddelade sin avgång både som statsminister och partiordförande för Socialdemokraterna.

## Historik

### Bakgrund
Rinne lämnade in regeringens avskedsansökan den 3 december 2019, efter att Centerns ordförande Katri Kulmuni klart låtit förstå att han inte hade hennes förtroende.  De övriga regeringspartierna stödde honom fortsättningsvis. Oppositionen hade lämnat in en interpellation i anledning av konflikten kring Postens kollektivavtal, hur regeringen hanterat ägarstyrningen och kommunicerat kring detta, och det var uppenbart att regeringen kunde få missförtroende om inte centern stödde den. Den ansvariga ministern, Sirpa Paatero, hade lämnat in sin avskedsansökan på fredagen, men detta lugnade inte stämningarna.
Postkonflikten i sig var inte en fråga som borde ha fällt regeringen. Formellt var det kommunikationen kring konflikten och regeringens ägarstyrning som ledde till missförtroendet. I riksdagen menade man att Rinne gått fram med osanning. Centern förklarade att misstroende berodde på en helhetsbedömning och lät bli att tala klarspråk om de specifika orsakerna, eller ens att misstroendet skulle gälla Rinne. Det är tänkbart att det från tidigare funnits konflikter mellan centern och Rinne i andra frågor.

### Regeringsförhandlingar
De fem regeringspartierna var eniga om att fortsätta regeringssamarbetet med samma fördelning av ministerportföljerna, med partiinterna ändringar, och samma regeringsprogram. Regeringen Marin bibehöll regeringsprogrammet från regeringen Rinne. Frågor som lyftes fram i regeringsprogrammet var utbildningen, minskning av ojämlikhet och klimatet. Rinne avsåg sitta kvar som partiordförande till ordinarie partimöte på sommaren, vilket skapade en något märklig situation; normalt är statsministern också partiordförande.
Formellt sköttes regeringsförhandlingarna i normal konstitutionell ordning. Trots att Petteri Orpo högljutt förklarade att konstitutionen kräver att man för verkliga regeringsförhandlingar med alla riksdagspartier var avsikten att snabbt bilda den nya regeringen utan att ändra i regeringsprogrammet. Målet var också att eventuell omfördelning av ministerportföljer skulle bli en sak för de enskilda regeringspartierna.
Centern, som fällde Rinne, lämnade frågan om vem som skulle efterträda Rinne till Socialdemokraterna. De två som aspirerade på posten var partiets första viceordförande Sanna Marin och riksdagsgruppens ordförande Antti Lindtman. Eftersom Socialdemokraternas statsministerkandidat utses av partidelegationen och man inte ville förekomma dess beslut, sköttes sonderingarna av Rinne efter att Lindtman i sin egenskap av gruppordförande för största riksdagsgruppen preliminärt hört riksdagsgrupperna.
Att den föregående regeringen fälldes av ett regeringsparti innebär att det finns en del split och misstro att överbrygga. Marin och Kulmuni är eniga ifråga om att förtroendet skall byggas upp. Rinne ingår inte i den nya regeringen.

### Ministerfördelningen
Fördelningen av ministerposterna mellan partierna ändrades inte. Socialdemokraterna omfördelade en del portföljer: Marin övertog statsministerposten och efterträddes som kommunikationsminister av Timo Harakka, som efterträddes som arbetsminister av Tuula Haatainen. Sirpa Paatero återfick kommunministerposten, men ägarstyrningen överfördes på europaministern Tytti Tuppurainen. Inom Centern tog Kulmuni över finansministerposten, dels som partiordförande, dels med tanke på personkemin, och efterträddes av tidigare finansminister Mika Lintilä. De gröna, Vänsterförbundet och SFP gjorde inga ändringar bland sina ministrar.
Regeringen har påfallande många unga kvinnliga ministrar. Ännu mer speciellt är att alla regeringspartierna leds av kvinnor, utom socialdemokraterna, som istället har en sådan på statsministerposten. Av de fem är fyra under fyrtio år (mellan 34 och 35 år). De manliga ministrarna är något äldre än i medeltal på senare år. Kvinnorna är i majoritet och innehade till en början både statsminister-, vice statsminister- och finansministerposterna, som vanligen innehafts av män. I övrigt är dock portföljfördelningen mellan könen tämligen traditionell, med kvinnliga ministrar främst på poster som ofta innehafts av kvinnor och tvärtom: kvinnor har poster som social- och hälsovårds-, omsorgs- kultur-, utbildnings- och trafikministrar, medan männen har närings-, utrikes- och jord- och skogsbruksministerportföljerna. Efter Katri Kulmunis avgång som finansminister (se nedan) tog dock veteranen Matti Vanhanen över finansministerposten i juni 2020 och var också under några månader vice statsminister innan den senare posten gick över till Centerns nya partiledare Annika Saarikko i september 2020.

### Kriser
Centerpartiets ordförande Katri Kulmuni avgick som finansminister fredagen den 5 juni 2020. Hon hade fått hård kritik för den medieträning hon hade fått av en konsult på ministeriernas bekostnad, till ett pris på cirka 50 000 euro. En del av träningen hade varit inför uppträdanden som direkt hade med partiledaruppgiften att göra, snarare än uppgiften som minister. Det spekulerades kring att andra orsaker låg bakom Kulmunis avgång, såsom stödet för centerpartiet, som enligt Yles senaste mätning låg på rekordlåga 10,7 %, eller fällandet av regeringen Rinne.

## Ministrar
* Statsminister eller departementschef
| Titel                                                     | Namn | Namn                 | Tillträdde                                                      | Avgick            | Parti               |
| --------------------------------------------------------- | ---- | -------------------- | --------------------------------------------------------------- | ----------------- | ------------------- |
| Statsminister                                             |      | Sanna Marin*         | 10 december 2019                                                | 20 juni 2023      | Socialdemokraterna  |
| Statsministerns ställföreträdare                          |      | Katri Kulmuni        | 10 december 2019                                                | 5 juni 2020       | Centern             |
| Statsministerns ställföreträdare                          |      | Matti Vanhanen       | 9 juni 2020                                                     | 10 september 2020 | Centern             |
| Statsministerns ställföreträdare                          |      | Annika Saarikko      | 10 september 2020                                               | 20 juni 2023      | Centern             |
| Finansminister                                            |      | Katri Kulmuni        | 10 december 2019                                                | 5 juni 2020       | Centern             |
| Finansminister                                            |      | Matti Vanhanen       | 9 juni 2020                                                     | 27 maj 2021       | Centern             |
| Finansminister                                            |      | Annika Saarikko      | 27 maj 2021                                                     | 20 juni 2023      | Centern             |
| Inrikesminister                                           |      | Maria Ohisalo        | 10 december 2019                                                | 19 november 2021  | De gröna            |
| Inrikesminister                                           |      | Krista Mikkonen      | 19 november 2021                                                | 20 juni 2023      | De gröna            |
| Undervisningsminister                                     |      | Li Andersson         | 10 december 2019, moderskapsledig 17 december 2020–29 juni 2021 | 20 juni 2023      | Vänsterförbundet    |
| Undervisningsminister                                     |      | Jussi Saramo         | 17 december 2020                                                | 29 juni 2021      | Vänsterförbundet    |
| Justitieminister                                          |      | Anna-Maja Henriksson | 10 december 2019                                                | 20 juni 2023      | Svenska folkpartiet |
| Utrikesminister                                           |      | Pekka Haavisto       | 10 december 2019                                                | 20 juni 2023      | De gröna            |
| Utrikeshandelsminister                                    |      | Ville Skinnari       | 10 december 2019                                                | 20 juni 2023      | Socialdemokraterna  |
| Arbetsminister                                            |      | Tuula Haatainen      | 10 december 2019                                                | 20 juni 2023      | Socialdemokraterna  |
| Försvarsminister                                          |      | Antti Kaikkonen      | 10 december 2019                                                | 5 januari 2023    | Centern             |
| Försvarsminister                                          |      | Mikko Savola         | 5 januari 2023                                                  | 28 februari 2023  | Centern             |
| Försvarsminister                                          |      | Antti Kaikkonen      | 28 februari 2023                                                | 20 juni 2023      | Centern             |
| Kommunminister                                            |      | Sirpa Paatero        | 10 december 2019                                                | 20 juni 2023      | Socialdemokraterna  |
| Miljö- och klimatminister                                 |      | Krista Mikkonen      | 10 december 2019                                                | 19 november 2021  | De gröna            |
| Miljö- och klimatminister                                 |      | Emma Kari            | 19 november 2021                                                | 7 juni 2022       | De gröna            |
| Miljö- och klimatminister                                 |      | Maria Ohisalo        | 7 juni 2022                                                     | 20 juni 2023      | De gröna            |
| Trafik- och kommunikationsminister                        |      | Timo Harakka         | 10 december 2019                                                | 20 juni 2023      | Socialdemokraterna  |
| Näringsminister                                           |      | Mika Lintilä         | 10 december 2019                                                | 20 juni 2023      | Centern             |
| Forsknings- och kulturminister                            |      | Annika Saarikko      | 6 augusti 2020 (10 december 2019 på moderskapsledighet)         | 27 maj 2021       | Centern             |
| Forsknings- och kulturminister                            |      | Hanna Kosonen        | 10 december 2019 (moderskapsvikariat)                           | 6 augusti 2020    | Centern             |
| Forsknings- och kulturminister                            |      | Antti Kurvinen       | 27 maj 2021                                                     | 29 april 2022     | Centern             |
| Forsknings- och kulturminister                            |      | Petri Honkonen       | 29 april 2022                                                   | 20 juni 2023      | Centern             |
| Social- och hälsovårdsminister                            |      | Aino-Kaisa Pekonen   | 10 december 2019                                                | 29 juli 2021      | Vänsterförbundet    |
| Social- och hälsovårdsminister                            |      | Hanna Sarkkinen      | 29 juli 2021                                                    | 20 juni 2023      | Vänsterförbundet    |
| Familje- och omsorgsminister                              |      | Krista Kiuru         | 10 december 2019                                                | 4 februari 2022   | Socialdemokraterna  |
| Familje- och omsorgsminister                              |      | Aki Lindén           | 4 februari 2022                                                 | 6 oktober 2022    | Socialdemokraterna  |
| Familje- och omsorgsminister                              |      | Krista Kiuru         | 6 oktober 2022                                                  | 20 juni 2023      | Socialdemokraterna  |
| Europa- och ägarstyrningsminister                         |      | Tytti Tuppurainen    | 10 december 2019                                                | 20 juni 2023      | Socialdemokraterna  |
| Jord- och skogsbruksminister                              |      | Jari Leppä           | 10 december 2019                                                | 29 april 2022     | Centern             |
| Jord- och skogsbruksminister                              |      | Antti Kurvinen       | 29 april 2022                                                   | 20 juni 2023      | Centern             |
| Minister för nordiskt samarbete och jämställdhetsminister |      | Thomas Blomqvist     | 10 december 2019                                                | 20 juni 2023      | Svenska folkpartiet |